# Spoorlijn Fontenay-le-Comte - Benet
De spoorlijn Fontenay-le-Comte - Benet was een spoorlijn van Fontenay-le-Comte naar Benet in het Franse departement Vendée. De lijn was 19,1 km lang en heeft als lijnnummer 529 000.

## Geschiedenis
De lijn werd geopend door de Administration des chemins de fer de l'État op 17 oktober 1881. Reizigersverkeer werd opgeheven 3 maart 1969. Goederenverkeer was er tot 2008.

## Aansluitingen
In de volgende plaatsen is of was er een aansluiting op de volgende spoorlijnen:
Fontenay-le-Comte
RFN 528 000, spoorlijn tussen Breuil-Barret - Velluire
RFN 528 300, raccordement van Fontenay-le-Comte
Benet
RFN 523 000, spoorlijn tussen La Possonnière en Niort